# E. L. T. Mesens
Édouard Léon Théodore Mesens (* 27. November 1903 in Brüssel, Belgien; † 13. Mai 1971 ebenda) war ein belgischer Kunsthändler und -kritiker, Musiker, Maler und Schriftsteller, der mit der surrealistischen Bewegung Belgiens verbunden war.

## Leben und Wirken
Mesens begann seine künstlerische Karriere als Musiker, beeinflusst von Erik Satie, und als Autor dadaistischer Gedichte. Er veröffentlichte die dadaistischen Zeitschriften Œesophage (1925) und Marie im folgenden Jahr zusammen mit René Magritte, mit dem er seit 1920 eine lebenslange Freundschaft führte. Mesens war Ende 1926 zusammen mit Magritte, Camille Goemans (1900–1960) und Paul Nougé (1895–1967) einer der Gründer der Surrealismusgruppe in Belgien. 1928 wurde er Direktor der Galerie L’Époque in Brüssel und organisierte dort eine Einzelausstellung für Magritte. Vier Jahre später wurde er in der Nachfolge von Goemans dessen Kunsthändler.
Im Jahr 1930 eröffnete Mesens eine eigene Galerie, wurde jedoch bereits nach wenigen Monaten 1931 als Sekretär am Palais des Beaux-Arts in Brüssel eingestellt. Dort organisierte er 1934 die surrealistische Ausstellung Minotaure.
Mesens war 1936 Mitorganisator der International Surrealist Exhibition in London, wo er sich 1938 niederließ. Er wurde dort Direktor der London Gallery in der Cork Street, die er in den späten 1930er Jahren und nach dem Ende des Zweiten Weltkriegs zusammen mit Roland Penrose führte. Ausgestellt wurde beispielsweise europäische Künstler wie Max Ernst, Kurt Schwitters und Yves Tanguy. Weiterhin war er von 1938 bis 1940 Herausgeber der Zeitschrift London Bulletin, die zu den wichtigsten englischsprachigen Veröffentlichungen über den Surrealismus gehört. 1940 lernte er Sybil Stevenson kennen, die seine Frau wurde. 1947 war er zusammen mit Penrose, Herbert Read und anderen Gründer des Institute of Contemporary Arts (ICA), das sich für neue und experimentelle Kunst aller Art einsetzt.
Im August 1952 kehrte Mesens nach Brüssel zurück und organisierte 1954 Magrittes erste Nachkriegsausstellungen im Casino von Knokke  und im Brüsseler Palais des Beaux-Arts. Ab 1954 wandte er sich besonders der Arbeit an Collagen zu. 1958 hatte er seine erste Einzelausstellung in der Galerie Furstenberg, Paris.
Mesens starb 1971 nach langer, schwerer Krankheit. In einem Nachruf, den der Dichter und Historiker  Franklin Rosemont veröffentlichte, hieß es, Mesens habe sich durch den Genuss von Absinth zu Tode getrunken und sei der ärztlichen Weisung, dem Alkohol vollkommen zu entsagen, nicht gefolgt.
Mesens Tätigkeit als Collagist weist zwei Perioden auf: In der frühen Phase von 1924 bis 1946 schuf er jedes Jahr nur wenige Collagen, oft basierend auf Fotografien. In der intensiven Phase von 1954 bis 1971 schuf er etwa 40 Collagen in Farbe pro Jahr. Beeinflusst war er von der experimentellen Fotografie Man Rays, vom frühen Werk Giorgio de Chiricos und von den dadaistischen Collagen Max Ernsts und Raoul Hausmanns.
Im Jahr 2011 fand eine Retrospektive seines Werks zum 40-jährigen Todestag bei der Verbeke Foundation in Kemzeke, Belgien,
statt mit dem Titel „E. L. T. Mesens comme nous l’entendons …“
Mesens Collagen sind beispielsweise in der Tate Modern in London, dem Getty Museum in Los Angeles und in den Musées Royaux des Beaux-Arts de Bruxelles vertreten.

## Werk (Auswahl)

### Veröffentlichungen
- Alphabet sourd aveugle. Flamel, Brüssel – mit einem Vorwort von Paul Éluard (1933)
- Troisième Front. London Gallery Editions (1944)
- Free Unions - Unions Libres. Free Unions (1946)
- The Cubist Spirit In Its Time. London Gallery Editions – mit Robert Melville (1947)
- Poèmes, 1923–1958. Le Terrain Vague (1959)

### Collagen
- Masque servant à injurier les esthètes, Fotocollage (1929), Getty Museum
- Le Noctambule (1955), Tate Modern
- Mouvement Immobile II (1960), Tate Modern
- Thème de Ballet (1960), Tate Modern
- L’État-Major (1962), Tate Modern

## Sekundärliteratur
- George Melly: Don't Tell Sybil: An Intimate Memoir of E.L.T. Mesens. Heinemann, London 1997, ISBN 978-0-4344-6250-6
- Xavier Canonne: Le surréalisme en Belgique, 1924–2000, Fonds Mercator, Brüssel 2006, ISBN 90-6153-659-6